# ماثيو فينكلر
ماثيو فينكلر (بالإنجليزية: Matt Winkler)‏ هو صحفي أمريكي، ولد في 1 يونيو 1955 في نيويورك في الولايات المتحدة.